# 甘利明
甘利 明（あまり あきら、1949年〈昭和24年〉8月27日 - ）は、日本の政治家。勲等は旭日大綬章。
労働大臣（第65代）、経済産業大臣（第7・8代）、内閣府特命担当大臣（規制改革）、内閣府特命担当大臣（経済財政政策）、通商産業政務次官（宇野内閣・第1次海部内閣）、衆議院予算委員長、衆議院議員（13期）、自由民主党政務調査会長（第54代）、自由民主党財務委員長、自由民主党広報本部長、自由民主党行政改革推進本部長、自由民主党選挙対策委員長（第6代）、自由民主党税制調査会長、自由民主党幹事長（第54代）を歴任した。父は衆議院議員などを務めた甘利正。

## 来歴

### 生い立ち
神奈川県厚木市生まれ（現住所は大和市中央林間3丁目）。神奈川県立厚木高等学校、慶應義塾大学法学部政治学科卒業。
1972年、ソニーに入社したが1974年に退社し、父・甘利正の秘書に転じる。
1983年、正が政界引退を表明したため、代わって第37回衆議院議員総選挙に旧神奈川3区から、父の地盤を引き継いで新自由クラブ公認で出馬し、初当選。
1986年、新自由クラブの解党に伴って同党の所属議員の多くが自民党に復党し、甘利も自民党に入党した。自民党入党後、中曽根派に入会。1989年、通商産業政務次官に就任。
1996年の第41回衆議院議員総選挙では、小選挙区比例代表並立制の導入に伴い神奈川13区から自民党公認で出馬。選挙区では新進党新人の冨沢篤紘に1,751票差で敗れたが、重複立候補していた比例南関東ブロックで復活した。
1998年、小渕内閣で労働大臣として初入閣し、また、年金問題を担当する国務大臣も兼務した。同年、それまで所属していた旧渡辺派を退会し、山崎派の結成に参加。
2000年、党財務委員長に就任。2004年、衆議院予算委員長に就任。2005年、党政務調査会長代理に就任。
2006年9月、第1次安倍内閣で経済産業大臣に任命された。組閣後の記者会見において、ロシアが8月30日に石油・天然ガス開発計画である 「サハリン2」の一部事業の中止を命じたことについて「日本側に過剰反応の面がある。ロシア側が指摘する環境破壊にどう対処するのか精査してから、反論を組み立てるべきだ」と述べた。また、日本と中国が対立している東シナ海のガス田開発の件に関しては「日本と中国は共同で（開発に）取り組む方向で一致しており、粛々と取り組みたい」と発言した。
2007年8月、第1次安倍改造内閣で経済産業大臣に再任。同年9月3日、農林水産大臣遠藤武彦の辞任を受けて、臨時代理を兼務。安倍の総裁辞任に伴う自由民主党総裁選挙においては、山崎派は福田康夫を支持する方針を決定したことに反し、劣勢が伝えられた麻生太郎への支持を表明。福田康夫内閣でも経産相に留任した。
2008年の自由民主党総裁選挙では、自由民主党幹事長であった麻生を支持し、麻生の推薦人に名を連ねる（麻生は与謝野馨ら4候補を破り、当選）。同年9月に発足した麻生内閣で内閣府特命担当大臣（規制改革）に任命され、また、行政改革、公務員制度改革を担当する国務大臣も兼務した。行革担当相在任中、麻生内閣が推進する公務員制度改革に対し、人事院総裁（当時）の谷公士から強い反発を受け、2009年1月30日には、麻生が本部長を務める国家公務員制度改革推進本部の第3回目の会合が予定されていたが、流会。同日の記者会見において、甘利は流会の理由を、谷が欠席したためと説明した。同年2月の山崎派総会においてこの一連の騒動に言及し、谷について「内閣に指名された役人が、テレビで政権交代にまで言及した。極めて傲岸不遜で信じられない」と強い不快感を示した。
2009年8月の第45回衆議院議員総選挙では、神奈川13区で民主党公認の橘秀徳に1,960票差で敗れたが、重複立候補していた比例南関東ブロックで9選。
2011年6月、派閥横断型の政策集団さいこう日本を立ち上げ、代表に就任。参加者の多くは山崎派の議員であったが、町村派の松野博一や高木毅、高村派の佐藤ゆかりも参加した。同年10月、自民党広報本部長に就任し、10月からは、新設された自民党経済・財政・金融政策調査会長も兼務した。
2012年自由民主党総裁選挙では、同じ山崎派の石原伸晃が出馬する中、安倍晋三の選挙責任者を務めた。安倍の総裁再任後は自由民主党政務調査会長に就任した（初の党三役入り）。同年12月の第46回衆議院議員総選挙では、神奈川13区で10選。選挙後、派閥を退会、無派閥となった。

### 自民党政権奪還後

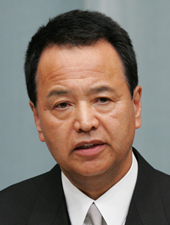
入閣時の記者会見にて（2012年12月26日）

2012年、選挙後に発足した第2次安倍内閣では内閣府特命担当大臣（経済財政政策）に任命された。併せて経済再生担当、社会保障・税一体改革担当の国務大臣も務めた。また第2次安倍内閣が目標としている環太平洋パートナーシップ協定（TPP）締結交渉に向けて、TPP担当の国務大臣に就任した。
2013年12月2日、体調不良のため検査入院。5日の記者会見で、「早期の舌癌」であることを公表。これを理由に首相に辞任を申し出たが、慰留されたとして続投と休養を表明。翌週に手術を受け、26日に公務に復帰した。
2014年9月3日の第2次安倍改造内閣では内閣府特命担当大臣（経済財政政策）などに加え、健康・医療戦略担当の国務大臣に就任した。同年12月の第47回衆議院議員総選挙では、神奈川13区で11選。その後第3次安倍内閣においても内閣府特命担当大臣（経済財政政策）に再任した。
2016年1月28日、週刊文春が報じた金銭授受疑惑（詳細は#URをめぐる口利き疑惑）の責任を取って内閣府特命担当大臣（経済財政政策）を辞任すると表明した。これ以降、「睡眠障害」を理由に第190回国会を閉会まで欠席。閉会直後の6月6日「主治医の許可が下りたので少しずつ」と人前に姿を見せた。同年8月、自民党総務に就任。同年9月、自民党税制調査会のインナーのメンバーとなる。
2017年2月、神奈川県を地盤とする側近の田中和徳、山際大志郎、福田峰之、中山展宏の4人の議員と共に為公会（麻生派）に入会した。
2017年10月、第48回衆議院議員総選挙で12選を果たす。
2017年11月2日、党の憲法改正推進本部長に就任した細田博之の後任として、党行政改革推進本部長に就任。併せて、知的財産戦略調査会長に就任。
2018年10月2日、安倍総裁の下、2018年自由民主党総裁選挙後の党役員人事にて自由民主党選挙対策委員長に就任（知財調査会長兼務）。
2019年、自由民主党税制調査会長に就任。大蔵族、税制族ではない甘利の税調会長就任は異例の人事として注目された。

### 自民党幹事長
2021年9月、自由民主党総裁選挙に出馬した岸田文雄の選挙対策本部の顧問に就任し、麻生派のベテラン議員を束ねて岸田の勝利に貢献した。そして10月1日、自民党新総裁に就任した岸田文雄のもとで二階俊博に代わり幹事長に起用された。しかし経済再生担当大臣辞任時のスキャンダルを蒸し返されたことが影響して10月31日に行われた第49回衆議院議員総選挙において自身が出馬した神奈川13区で立憲民主党の太栄志に敗れ、自由民主党立党以来初めてとなる現職幹事長の選挙区落選となったが、重複立候補していた比例南関東ブロックで復活当選し議員の座は死守した。甘利はテレビの開票速報番組でのインタビューにおいて、自身が小選挙区で負けた場合には総裁に幹事長職の進退について判断を委ねる考えを示した。小選挙区での落選を受けて、同日深夜、幹事長を辞任する意向を固めた。在任期間は35日間（10月1日〜11月4日）で、宇野宗佑総裁時代の橋本龍太郎、河野洋平総裁時代の三塚博を下回り、第1次安倍改造内閣総辞職に伴う約1か月の麻生太郎に次ぐ、歴代自民党幹事長で2番目に短い在任期間となった。（ただし、麻生は福田康夫改造内閣で幹事長に再任され、この時は約50日間在任した。）甘利の後任には茂木敏充が就任した。

### 自民党幹事長退任後
2022年12月23日、次期衆議院議員総選挙から新設される神奈川県第20区（相模原市南区、座間市）の支部長に決まった。相模原市（の一部）を拠点選挙区とするのは中選挙区制当時の旧神奈川3区以来である。
2024年10月、第50回衆議院議員総選挙に神奈川20区より立候補したが、小選挙区で立憲民主党の大塚小百合に敗れ、自民党の内規である「73歳比例定年制」に抵触しており、比例重複を行わなかったことにより落選した。選挙後となる同年12月21日に相模原市での後援会会合終了後、記者団に次期衆院選に立候補しない考えを表明した。なお、政治活動については今後も継続する意向を併せて表明した。
2025年春の叙勲で旭日大綬章を受章。

## 政策・主張

### 憲法
- 憲法改正について、2017年、2021年、2024年のアンケートで「賛成」と回答[39][40][41]。
- 改正すべき項目として、2021年の朝日新聞社のアンケートで「自衛隊の保持を明記する」「教育の充実に向けた環境整備を行う旨を明記する」「各都道府県から必ず1人は参議院議員を選出するよう明記する」「憲法裁判所を設置する」「憲法改正の発議要件を各院の過半数にする」「緊急事態に関する条項を新設する」と主張[42]。
- 憲法9条への自衛隊の明記について、2021年、2024年のNHKのアンケートで「賛成」と回答[43][41]。

### 外交・安全保障
- 「他国からの攻撃が予想される場合には敵基地攻撃もためらうべきではない」との問題提起に対し、2021年のアンケートで「どちらかといえば賛成」と回答[40]。

- 「北朝鮮に対しては対話よりも圧力を優先すべきだ」との問題提起に対し、2021年のアンケートで「賛成」と回答[40]。

- 普天間基地の辺野古移設について、2021年のアンケートで「賛成」と回答[40]。

### ジェンダー
- 選択的夫婦別姓制度の導入についての各メディアのアンケートの結果は以下のとおり。
  - 2014年 - 朝日新聞社には「反対」と回答[44]。
  - 2017年 - 朝日新聞社には「どちらとも言えない」と回答[39]。
  - 2021年 - 朝日新聞社には「どちらとも言えない」と回答[40]。
  - 2024年 - NHKには回答しなかった[41]。

- 同性婚を可能とする法改正についての各メディアのアンケートの結果は以下のとおり。
  - 2017年 - 朝日新聞社には「どちらかといえば反対」と回答[39]。
  - 2021年 - 朝日新聞社には「どちらかといえば反対」と回答[40]。NHKには「反対」と回答[43]。「同性婚を制度として認めるべきだと考るか」との毎日新聞社のアンケートに対し回答しなかった[45]。
  - 2024年 - NHKには「反対」と回答[41]。

- 「LGBTなど性的少数者をめぐる理解増進法案を早期に成立させるべきか」との問題提起に対し、2021年の朝日新聞社のアンケートで「どちらかといえば賛成」と回答[40]。
- クオータ制の導入について、2021年のNHKのアンケートで「どちらかといえば賛成」と回答[43]。2024年のNHKのアンケートで回答しなかった[41]。

### その他
- 森友学園への国有地売却をめぐる公文書改竄問題で、2021年5月6日、国は「赤木ファイル」の存在を初めて認めた[46]。しかし5月13日、菅義偉首相はファイルの存在を踏まえた再調査を行わない考えを報道各社に書面で示した[47]。9月の自民党総裁選挙で総裁に選出された岸田文雄も10月11日、衆議院本会議の代表質問で再調査の実施を否定した[48]。国の対応をどう考えるかとの同年の毎日新聞社のアンケートに対し回答しなかった[45]。
- 労働大臣時代の1998年8月20日の参議院委員会で鴻池祥筆の質問に対して「かつて鴻池さんは青年会議所の会頭で、私はヒラの会員。いまは立場が逆転しました」と発言したことにより怒号で審議がストップする騒ぎがあった。
- 男系天皇を中心に順位をつけたうえ、最終的な選択肢としては女系天皇も容認すべきだとしている[49]。
- 「議員は政治資金のことで、朝から晩まで悩んでいる。集めにくくすれば、よい政治になるというのはおかしい」と述べ、政治資金の規制の強化に関しては反対の姿勢をとっている[50]。
- 野党時代には民主党政権の国家戦略会議について「かつての経済財政諮問会議を非難していたが、その開催頻度、透明性、内容、どれをとっても両者を比較することすらおこがましいものになった」「経済財政諮問会議はしっかりとした役割を担ってきたと思うが、今、国家戦略会議は何をしているのか」と指摘していた[51]。
- 2014年3月6日の参議院予算委員会では日銀の金融政策について「今のところは非常にうまくいっていると思います。」「金利が例を見ないほど低く抑えられていると、そういう中で経済成長も財政再建もうまくかみ合うと思います。」と述べている[52]。
- 「経済成長無くして財政再建無し」という立場を取り、財務省からは警戒されている[53]。「経済成長と無関係に歳出を縛るのは、論理矛盾だ」「単純な歳出カットをすればデフレに戻ってしまう」と主張している[54][55]。
- アベノミクスの物価名目2%の達成は厳しいと指摘し、個人的見解として「1%でも、デフレ脱却と言っていいのではないか」と述べている[56]。
- 国債発行については「どちらかと言えば抑制すべきだ」としている[39]。
- 日本の「国際金融都市」については海外の金融業や人材を誘致しやすくするため諸外国に比べて高い相続税などを優遇する措置を「検討する余地はある」としている[57]。

## 人物

### 統一教会との関係
- 2022年春、統一教会（現・世界平和統一家庭連合）の関連団体「Peace Roadひまわり」から講演の依頼があり、「経済安全保障とは何か」というテーマで講演した[58][59][60]。

### その他
- 通商産業政務次官、党商工部会長、衆議院商工委員会理事、同委員長、経済産業大臣と商工行政に関係するポスト歴任した商工族のドンと言われている[61]。
- 得意政策分野として商工（知財戦略、エネルギー政策など）、通商政策を挙げている[62]。

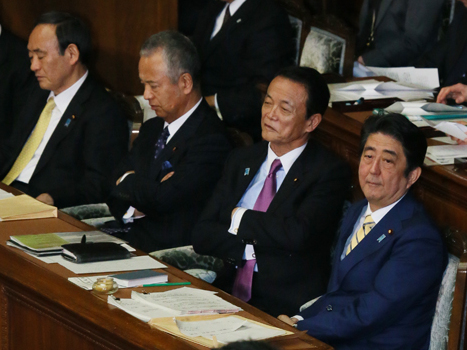
右から安倍、麻生、甘利、菅の「3A+S」（2016年1月、衆議院本会議にて）

- 麻生太郎・菅義偉と並ぶ安倍晋三の盟友とされ、第2次～第4次安倍政権退陣までの約8年間にわたり政権を支え続けたことから、安倍を中心とした4人の政治的な同盟関係の呼称として「3A+S」と呼ばれる[63]。
- 日中国会議員書画展へ書画を提供している[64]。
- 骨董が趣味で、陶芸振興議員連盟の幹事長でもある[65]。『開運!なんでも鑑定団』を毎回録画するほど好んで見ている[66]。
- 好きなアニメを聞かれた際にドラゴンボールをあげており、連載が始まった頃から見続けてきたという[67]。
- 健康のために、事務所で懸垂を行っている[65]。
- 2010年5月12日、衆議院内閣委員会の国家公務員法改正案審議中に民主党の三宅雪子を転倒させたとして、民主党から懲罰動議が提出された。甘利は、「全く三宅さんには触れていない」「はめられた、と思った」と述べ、疑惑を全否定した。
- 2014年、第27回日本メガネベストドレッサー賞・政界部門を受賞[68]。
- 2015年5月26日、閣議後の記者会見で、マイナンバー制度をPRするために、自らロックバンドゲスの極み乙女。の楽曲「私以外私じゃないの」の替え歌を披露し、話題を集めた[69]。
- 2018年、全日本空手道連盟錬武会会長に就任。
- 2022年11月7日、衆議院は、甘利が新型コロナウイルスに感染したと発表した[70]。

## 政治資金
- 道路特定財源を資金源とする道路運送経営研究会（道路特定財源の一般財源化に反対している）から献金を受けている[71]。
- 政治資金収支報告書の記載によれば2004年と2005年に全政連が甘利のパーティー券総額36万円を購入した[72]。甘利の事務所は2006年にこれを返金したと述べ[72]「（全政連と）特別な関係はない」とした[73]。日本共産党の機関誌しんぶん赤旗によると、2003年に、消費者金融など貸金業界の政治団体「全国貸金業政治連盟」（全政連）がパーティー券購入の政治家リスト（自民67、公明2、民主5人）を作成しており、甘利もそのリストに含まれていた[74]。
- 政府より補助金を得ていた企業から2013年7月と2014年1月に計12万円の献金を受けていたこを、野党が追及したと報じられた[75]。
- 東京電力や関連企業がパーティー券購入額の目安として、東京電力が政治家の電力業界での重要度を査定しランク付けしていた上位10議員の内の1人であったことが報じられた。議員秘書等から依頼に応じパーティー券を購入し、一回あたりの購入額が政治資金収支報告書に記載義務のない20万円以下であったと報じられた[76]。2021年の幹事長就任後には、開発中の小型原発を日本でも新増設すべきとの持論を述べた。
- しんぶん赤旗は、パチンコメーカーのSANKYOが、7年間の間に150万円分のパーティー券を4度、計450万円を購入していると報じている[77]。また同紙は、労働者派遣法に対して規制緩和を陳情していた日本人材派遣協会に加盟する12社（マンパワー・ジャパン、オリファ、アデコキャリアスタッフ、ピープルスタッフなど）に含まれる企業のいずれかから、労働大臣を務めていた時期を含む6年間に70万9千円の献金を受けたことについて、国会で日本共産党の議員が追及したと報じた[78]。
- 2013年、2014年の2年間で政治資金パーティーが1千万円を超えたケースが6度あった[79]。政府が閣議決定している大臣規範は「国民の疑惑を招きかねない大規模なパーティーは自粛する」としている[79]。

## 不祥事・批判

### 国民年金保険料未納
2004年、政治家の年金未納問題が注目された際に国民年金保険料の未納が発覚したと報じられた（1986年4月から15年11か月間）。甘利は、議員年金と国民年金の両方に入らなければならないことに気付かなかったとして陳謝しつつも、社会保険庁から督促が来なかったとも述べている。

### 労働保険未加入
2009年1月、甘利の資金管理団体「甘山会」が、勤務するスタッフに対する労働保険に未加入のまま長期間放置していたことが発覚したと報じられた。
労働保険の中でも労働者災害補償保険は、雇用者がいれば加入義務があると労働者災害補償保険法により定められており、未加入でスタッフを雇用するのは違法行為である。甘利の事務所は「アルバイトは加入の必要がないと誤解していた」と説明しており、「甘山会」は2009年1月に労働保険に加入し、2006年度分まで遡及して支払った。なお、2004年12月頃の時点で、自由民主党本部は関係する各団体に対し社会保険や労働保険に適切に加入するよう指導した、と指摘されている。なお、甘利は労働大臣経験者でもある。

### URをめぐる口利き疑惑
2016年1月、千葉県の建設会社「薩摩興業」が2013年に道路建設をめぐり甘利側に都市再生機構（UR都市機構）に対する口利きを依頼し、見返りに総額1200万円を現金や接待で甘利側に提供したと、週刊文春が報じた。甘利は「社長が大臣室を訪問したのは事実」と認めたが「何をしたかは記憶が曖昧だ」と述べた。
甘利は同月28日の記者会見で、甘利自身の問題について、薩摩興業側から2013年11月に大臣室で50万円、2014年2月には大和市の地元事務所で50万円を2回に渡り受け取り、第13区支部への寄付として処理するよう指示し、政治資金収支報告書にも記載が確認できていると述べた。また、事務所秘書の問題について「A秘書は500万円について、うち100万円を第13区支部への献金として受け取り政治資金収支報告書にもそのように記載、残り400万円は薩摩興業へ返そうとしたが応じてもらえず、うち100万円は薩摩興業総務担当者と相談の上で薩摩興業から甘利の元秘書の県議が代表を務める大和市第二支部への寄付とし、残り300万は無断で使用したと話している」と述べた。また、「(これらについて)選管などとも相談をした上で、全て返金するよう事務所に指示した」と述べた。口利きについては「A秘書は、薩摩興業からURとの間の補償交渉に関する陳情があったので、大和事務所のC秘書に調べるよう頼んだと話している」、「C秘書は、話し合いの進捗状況の確認のためにURに行ったが、何かお願いをした記憶はないと話している」と述べた。また、「A秘書とB秘書が、薩摩興業の総務担当者や社長から飲食や金銭授受などの接待を多数回にわたり受けている事実を認め、辞表を甘利に提出、それを受理した」と述べた。そして、甘利は特命相を引責辞任する旨発表した。これ以降「睡眠障害」を理由に第190回国会を閉会まで欠席。
2016年3月15日、弁護士グループ「社会文化法律センター」が、また4月8日には「政治資金オンブズマン」が、それぞれ、東京地方検察庁に甘利とその元秘書をあっせん利得処罰法違反で刑事告発した。これに対し、甘利の事務所は容疑を否認している。特別捜査部は5月、全員について嫌疑不十分で不起訴処分。両者は検察審査会へ審査の申し立てをした。検察審査会は審査を行ない、甘利については不起訴相当、秘書については不起訴不当と議決した。これで甘利は不起訴が確定した。そして、秘書について不起訴不当との議決を受けて再捜査した検察は、再び嫌疑不十分で不起訴処分とした。これで秘書も不起訴が確定した。8月20日、告発可能な全ての事実について公訴時効成立。
1月28日の辞任会見の際、事務所秘書への疑惑については「調査を進め、然るべきタイミングで公表する機会を持たせて頂く」と述べたが、未だに釈明は行われていない。また、2021年10月の自民党幹事長就任会見では「私自身のことは記者会見で質問が尽きるまであらゆる質問に答え、書面の質問にも答えてきた。私としては説明責任を含め、責務を果たし終えたと考えている」と発言した。

### 学術会議の「千人計画」めぐるブログ修正
2020年8月6日付のブログ「国会リポート第410号」で、日本学術会議が中国の軍事研究につながる千人計画に「積極的に協力しています」と記したが、「誤った情報だ」との指摘が相次ぎ、同年10月12日に「間接的に協力しているように映ります」と修正した。ブログの書き換えについて、注釈・訂正文などは添えられていなかった。その後、12日夜に公開したブログ「国会リポート第413号」で「二ヶ月前の国会リポートで日本学術会議に関し私が言いたかった趣旨」として、学術会議について自身が問題であるとする点を列挙した上で、「日本の公的機関でありながら対日本と対中国との対応の落差を指摘したかった訳です」「『積極的に協力』と云う表現が適切でないとしたら『間接的に協力していることになりはしないか』と改めさせて頂きます」などと述べた。
ブログの修正前に、保守系のまとめサイト「アノニマスポスト」や複数のメディア記事がこのブログを「根拠」として拡散し、「反日組織」「中国に情報を流している」など学術会議を批判するコメントが相次いだ。10月15日、学術会議の元会長は対中協力に関して「悪質なデマ」と断言し、内閣府も「関わりありません」と明確に否定した。ブログの修正後も、「学術会議が中国の軍事に深く関与している」と断定する甘利氏の言説はネット上で拡散され、影響力の大きさが指摘された。

### 2021年の衆議院選での絶叫演説
2021年10月29日、現金授受問題を抱えた第49回衆議院議員総選挙での街頭演説において、話題が経済安全保障になった際「私は未来を見通せる。その私がいなくなれば大変なことになる。未来は変わっちゃう。私の手の中には日本の未来が入っている。私の妨害をしたら、これは国家の行く末を妨害しているのと同じことなのであります！」と絶叫演説した。10月30日、現職幹事長として初めて小選挙区で落選し、比例復活した。

### 審査前の医薬品を後押し
2022年2月4日、自身のツイッターに「塩野義製薬が開発中のワクチンと治療薬（ゾコーバ）の治験報告に来た｡日本人対象の治験で副作用は既存薬より極めて少なく効能は他を圧している｡外国承認をアリバイに石橋を叩いても渡らない厚労省を督促中だ」とツイートし、承認前の医薬品の広告禁止を定めた薬機法に違反するという声や、薬事承認を巡り厚労省が不当な政治圧力を受けかねないとして炎上した。

### 少子化対策の財源をめぐる発言
2023年1月5日、BSテレビ東京の「日経ニュースプラス9」で、岸田文雄首相が年頭に述べた「異次元の少子化対策」の財源論をめぐり、「子育ては全国民に関わり、幅広く支えていく体制を取らなければならず、将来の消費税（増税）も含めて少し地に足をつけた議論をしなければならない」と発言した。この発言をメディアは一斉に報じ、自民党内部からも否定されるなど大きな反発が起きた。報道に対し甘利は「真意を伝えず断片的事実を繋ぎ合わせる報道はミスリード」であると批判し、地元の神奈川新聞のインタビューでも同様に反論した。甘利は、批判の根拠として番組の公式YouTube動画とやりとりの「要旨」を自身のTwitterに掲載し、「総理は消費税をひき上げる積もりはない」と発言したと主張した。しかし、番組動画にはこのような発言はなく、またテレビ局側は「放送した内容が全て」としており、「要旨」には発言していない内容が記されていることがファクトチェックで確認された。

## 略歴
- 1972年03月 - 慶應義塾大学法学部政治学科卒業。
- 1972年04月 - ソニーに入社。
- 1974年09月 - ソニー退社。父・甘利正秘書。
- 1983年12月 - 第37回衆議院議員総選挙で初当選。
- 1983年12月 - 衆議院議院運営委員会院内の警察及び秩序に関する小委員会に所属。
- 1984年02月 - 衆議院商工委員会に所属。
- 1986年01月 - 新自由クラブ遊説委員長に就任。
- 1986年07月 - 第38回衆議院議員総選挙で再選。
- 1989年06月 - 宇野内閣で通商産業政務次官に就任。
- 1989年08月 - 第1次海部内閣で通商産業政務次官に再任。
- 1990年02月 - 第39回衆議院議員総選挙で3選。
- 1993年07月 - 第40回衆議院議員総選挙で4選。
- 1993年07月 - 自由民主党商工部会長に就任。
- 1993年08月 - 衆議院商工委員会理事に就任。
- 1995年09月 - 衆議院商工委員長に就任。
- 1996年10月 - 第41回衆議院議員総選挙で5選。
- 1997年09月 - 衆議院財政構造改革の推進等に関する特別委員会理事に就任。
- 1998年07月 - 小渕内閣で労働大臣に就任。年金問題を担当する国務大臣も兼務。
- 1999年01月 - 小渕第1次改造内閣で労働大臣に留任。年金問題を担当する国務大臣も引き続き兼務。
- 1999年10月 - 衆議院行政改革に関する特別委員会筆頭理事に就任。
- 2000年06月 - 第42回衆議院議員総選挙で6選。
- 2000年07月 - 自由民主党財務委員長に就任。
- 2001年05月 - 自由民主党筆頭副幹事長に就任。
- 2002年02月 - 自由民主党行政改革推進本部独立行政法人化小委員長に就任。
- 2003年11月 - 第43回衆議院議員総選挙で7選。
- 2004年09月 - 衆議院予算委員長に就任。
- 2005年09月 - 第44回衆議院議員総選挙で8選。
- 2006年09月 - 第1次安倍内閣にて経済産業大臣に就任。
- 2007年08月 - 第1次安倍改造内閣で経済産業大臣に留任。
- 2007年09月 - 農林水産大臣臨時代理の職務を兼務。
- 2007年09月 - 福田康夫内閣で経済産業大臣に再任。
- 2008年09月 - 麻生内閣で内閣府特命担当大臣（規制改革）に就任。 行政改革、公務員制度改革を担当する国務大臣も兼務。
- 2009年08月 - 第45回衆議院議員総選挙で9選（比例）。
- 2010年09月 - 自由民主党政治倫理審査会長に就任。
- 2011年10月 - 自由民主党広報本部長に就任。
- 2011年10月 - 自由民主党経済･財政･金融政策調査会長に就任。
- 2012年09月 - 自由民主党政務調査会長に就任。
- 2012年12月 - 第46回衆議院議員総選挙で10選。
- 2012年12月 - 第2次安倍内閣で内閣府特命担当大臣（経済財政政策）に就任。経済再生担当、社会保障・税一体改革担当の国務大臣も務める。
- 2013年04月 - TPP政府対策本部の設置によりTPP政府対策本部長として環太平洋パートナーシップ協定（TPP）を担当する[139]。
- 2014年09月 - 第2次安倍改造内閣で内閣府特命担当大臣（経済財政政策）に留任。健康・医療戦略担当の国務大臣に就任したほか、経済再生担当、社会保障・税一体改革担当、環太平洋経済連携協定（TPP）担当の国務大臣を引き続き兼務。
- 2014年12月 - 第47回衆議院議員総選挙で11選。
- 2014年12月 - 第3次安倍内閣で内閣府特命担当大臣（経済財政政策）に再任。経済再生担当、社会保障・税一体改革担当、環太平洋経済連携協定（TPP）担当、健康・医療戦略担当の国務大臣も引き続き兼務。
- 2015年10月 - 第3次安倍第1次改造内閣で内閣府特命担当大臣（経済財政政策）に留任。経済再生担当、社会保障・税一体改革担当、環太平洋経済連携協定（TPP）担当、健康・医療戦略担当の国務大臣も引き続き兼務。
- 2017年10月 - 第48回衆議院議員総選挙で12選。
- 2017年11月 - 自由民主党行政改革推進本部長に就任。
- 2018年10月 - 自由民主党選挙対策委員長に就任。
- 2019年09月 — 自由民主党税制調査会長に就任。
- 2021年10月 - 自由民主党幹事長に就任。
- 2021年10月 - 第49回衆議院議員総選挙で13選（比例代表区。小選挙区では落選）。
- 2024年10月 - 第50回衆議院議員総選挙で落選（神奈川20区）。

## 選挙歴
| 当落                          | 選挙                   | 施行日         | 選挙区                     | 政党         | 得票数  | 得票率 (%) | 得票順位 /候補者数 | 定数 | 票差 (と次点者) | 惜敗率 (%) | 比例区 順位 | 政党当選者数 /政党候補者数 |   |
| ----------------------------- | ---------------------- | -------------- | -------------------------- | ------------ | ------- | ---------- | ------------------ | ---- | --------------- | ---------- | ----------- | -------------------------- | - |
| 当                            | 第37回衆議院議員総選挙 | 1983年12月18日 | 旧神奈川3区                | 新自由クラブ | 125,939 | 21.67      | 3/6                | 3    | 1,173           | -          | -           | -                          |   |
| 当                            | 第38回衆議院議員総選挙 | 1986年07月06日 | 旧神奈川3区                | 新自由クラブ | 125,563 | 18.55      | 3/6                | 4    | 30,232          | -          | -           | -                          |   |
| 当                            | 第39回衆議院議員総選挙 | 1990年02月18日 | 旧神奈川3区                | 自由民主党   | 124,931 | 15.81      | 3/7                | 4    | 18,419          | -          | -           | -                          |   |
| 当                            | 第40回衆議院議員総選挙 | 1993年07月18日 | 旧神奈川3区                | 自由民主党   | 129,149 | 16.29      | 2/9                | 5    | 35,065          | -          | -           | -                          |   |
| 比当                          | 第41回衆議院議員総選挙 | 1996年10月20日 | 比例南関東(神奈川13区)     | 自由民主党   | 72,022  | 33.22      | 2/6                | 23   | -               | 97.63      | 4           | 7/16                       |   |
| 当                            | 第42回衆議院議員総選挙 | 2000年06月25日 | 神奈川13区                 | 自由民主党   | 114,351 | 45.78      | 1/5                | 1    | 27,472          | -          | -           | -                          |   |
| 当                            | 第43回衆議院議員総選挙 | 2003年11月09日 | 神奈川13区                 | 自由民主党   | 139,239 | 56.85      | 1/3                | 1    | 52,983          | -          | -           | -                          |   |
| 当                            | 第44回衆議院議員総選挙 | 2005年09月11日 | 神奈川13区                 | 自由民主党   | 174,361 | 61.07      | 1/3                | 1    | 86,191          | -          | -           | -                          |   |
| 比当                          | 第45回衆議院議員総選挙 | 2009年08月30日 | 比例南関東(神奈川県第13区) | 自由民主党   | 136,164 | 45.45      | 2/4                | 22   | -               | 98.60      | 1           | 6/31                       |   |
| 当                            | 第46回衆議院議員総選挙 | 2012年12月16日 | 神奈川13区                 | 自由民主党   | 111,733 | 42.96      | 1/5                | 1    | 60,907          | -          | -           | -                          |   |
| 当                            | 第47回衆議院議員総選挙 | 2014年12月14日 | 神奈川13区                 | 自由民主党   | 142,201 | 60.47      | 1/3                | 1    | 83,260          | -          | -           | -                          |   |
| 当                            | 第48回衆議院議員総選挙 | 2017年10月22日 | 神奈川13区                 | 自由民主党   | 127,214 | 56.14      | 1/3                | 1    | 64,435          | -          | -           | -                          |   |
| 比当                          | 第49回衆議院議員総選挙 | 2021年10月31日 | 比例南関東(神奈川13区)     | 自由民主党   | 124,595 | 48.91      | 2/2                | 22   | -               | 95.75      | 2           | 9/16                       |   |
| 落                            | 第50回衆議院議員総選挙 | 2024年10月27日 | 神奈川20区                 | 自由民主党   | 63,217  | 35.5       | 2/3                | -    | -               | -          | -           | -                          | - |
| 当選回数13回 （衆議院議員13） |                        |                |                            |              |         |            |                    |      |                 |            |             |                            |   |

## 栄典
- イタリア:イタリア共和国功労勲章カヴァリエーレ・ディ・グラン・クローチェ - （2008年）
- アゼルバイジャン: ドストラグ勲章 - （2023年）
- 日本: 旭日大綬章 - （2025年）

## 所属団体・議員連盟
- 選択的夫婦別氏制度を早期に実現する議連
- 最新型原子力リプレース推進議員連盟（顧問）
- 神道政治連盟国会議員懇談会
- 日本会議国会議員懇談会
- さいこう日本（代表）
- 金融サービス制度を検討する会（代表世話人）
- 日中友好議員連盟（幹事長）
- 海事振興連盟（副会長）
- 音楽文化振興議員懇談会（副会長）
- みんなで靖国神社に参拝する国会議員の会
- 日韓議員連盟
- NASAの会
- 小規模企業税制確立議員連盟
- FCV（燃料電池自動車）を中心とした水素社会実現を促進する研究会（最高顧問）[140]
- コンテンツ産業振興議員連盟（会長）[141]
- 全日本空手道連盟錬武会（会長）
- 多摩大学ルール形成戦略研究所（所長：國分俊史）顧問[142][143]
- 神奈川県ボディビル・フィットネス連盟（会長）

## 著書

### 単著
- 『われら知財派　―知財国富論―』ニューメディア、2004年。ISBN 978-4931188303。

### 編著
- 『日本の底力 ―一〇〇年に一度の奇跡を起こせ!―』角川書店（角川グループパブリッシング）、2009年。ISBN 978-4048850223。